# Будь счастлива, Ани!
«Будь счастлива, Ани!» (болг. Бъди щастлива, Ани!) — болгарский цветной художественный фильм 1961 год режиссёра Владимира Янчева.

## Сюжет
Романтическая комедия, роуд-муви, действие которого происходит во время социализма в Болгарии.
Очаровательная молодая девушка Ани (Невена Коканова) работает водителем авиазаправщика в аэропорту Софии. Она готовится к свадьбе со строителем Бояном (Коста Цонев), но из-за путаницы и недоразумения между молодыми людьми возникает непонимание, и, чтобы разрешить это, Ани хочет поехать к Бояну в соседний город, где он работает на стройке, и при личной встрече выяснить отношения.
В это время советский лётчик гражданской авиации Андрей Петрович Снегов (Василий Меркурьев) в последний раз ведёт рейсовый самолет в Болгарию. После этого рейса он будет работать уже на внутрисоюзных линиях. Болгарские друзья предлагают ему отправиться в автомобильную экскурсию по Болгарии — до этого он видел её только с неба — дабы побывать в городах, познакомиться с достопримечательностями. Ани, как опытного водителя, назначают сопровождать советского лётчика в качестве шофёра. Снегов и Ани выезжают из Софии в путь по стране, но Ани просит «тут по дороге» завернуть в один городок (съёмки велись в городе Велико-Тырново), где, как потом выясняется, работает её Боян.
Андрей Петрович, разгадав нехитрую тайну своего шофёра и цель заезда в городок и поняв, что между влюблёнными произошла размолвка и им нужно подольше побыть вместе, придумывает самые разнообразные предлоги, чтобы остаться в городе «ещё на денёк» и тем самым дать возможность Ани и Бояну выяснить отношения и помириться.
Чтобы было что рассказать о поездке, он изучает по путеводителю места, где ему «удалось побывать» согласно экскурсионному плану, сам же невольно вовлекается в различные драматические и комические ситуации между молодыми людьми. В конце фильма Ани и Боян играют свадьбу, а советский лётчик уезжает домой счастливым.

## В ролях
- Невена Коканова — Ани
- Василий Меркурьев — Андрей Петрович Снегов
- Коста Цонев — Боян
- Асен Кисимов — Живко
- Анани Явашев — Здравко
- Леда Тасева — Соня, сестра Ани
- Петко Карлуковский — Стоян Дончев, председатель
- Веселий Василев — Стефанов, начальник аэропорта
- Стефка Кацарска — Славчева, преподавательница русского языка
- Мирослава Стоянова — смотрительница музея
- Лили Попиванова — доктор
- Кунка Баева — женщина с помидорами
- и другие

## Критика
Режиссёр Владимир Янчев демонстрирует чувство комического в жизни, и умение подавать его зрителю. Фильм протекает в лёгком ритме, незаметно и приятно. Лучшим достижением Янчева является удачный выбор актеров… Василий Меркуриев в роли летчика навязывает свою естественность своим партнёрам. Невена Коканова, известная нам своей непринужденностью и простотой, здесь действительно живет, а не представляет свою Ани. В своих усилиях по жанровому разнообразию наша кинематография достигла ещё одного успеха. Фильм «Будь счастлива, Ани!» этот развеселит нашего зрителя.— Яко Молхов , газета «Народная культура», 29 апреля 1961 года

## Прокат в СССР
Фильм дублирован на русский язык на киностудии «Ленфильм» в 1962 году, премьерный показ в СССР прошёл 7 января 1963 года.